# Xenocona pulchra
Xenocona pulchra är en skalbaggsart som beskrevs av Gilmour 1960. Xenocona pulchra ingår i släktet Xenocona och familjen långhorningar.
Artens utbredningsområde är:
- Costa Rica.
- Honduras.

Inga underarter finns listade i Catalogue of Life.